# 1954 chez Disney
Cet article présente la liste des évènements de la Walt Disney Productions ayant eu lieu en 1954.

## Événements

### Janvier
- 15 janvier 1954, Sortie du Donald Duck Donald et les Pygmées cannibales (Spare the Rod)[1]

### Février
- 1er février 1954, la chaîne KECA-TV de Los Angeles, détenue et opérée par ABC, est renommée KABC-TV[2]

### Mars
- 5 mars 1954, Sortie du Donald Duck Donald's Diary[3]
- 14 mars 1954, Décès de Hugh Hennesy, artiste de layout[4]
- 27 mars 1954, Création d'une filiale d'ABC nommée ABC Films Syndication Division spécialisée dans la syndication et la production en interne d'émissions, présidée par George Shupert[5].

### Avril
- 7 avril 1954, Sortie du Tic et Tac The Lone Chipmunks[6]
- 8 avril 1987,  la filiale britannique Walt Disney Film Distributor Ltd est créée[7]

### Mai
- 21 mai 1954
  - Sortie du court métrage Pigs is Pigs[8],[9]
  - Sortie du court métrage Johnnie Fedora and Alice Bluebonnet[10]

### Juin
- 18 juin 1954
  - Sortie du court métrage Casey Bats Again[11]
  - Sortie du court métrage The Martins and the Coys[12]
- 21 juin 1954, Pose de la première pierre du parc Disneyland en Californie[13]. Il ouvre 257 jours plus tard.

### Juillet
- 16 juillet 1954
  - Sortie du Donald Duck Le Dragon mécanique (Dragon Around)[14]
  - Sortie du court métrage Casey at the Bat[11],[15]

### Août
- 13 août 1954, Sortie du Donald Duck Donald visite le parc de Brownstone (Grin and Bear it)[16]
- 17 août 1954, Sortie du documentaire animalier La Grande Prairie de la série True-Life Adventures[17]

### Septembre
- 2 septembre 1954, Lancement de la chaîne WTVD à Durham[18] (détenue et opérée par ABC à partir de 1985)

### Octobre
- 15 octobre 1954, Sortie du court métrage Social Lion[19]
- 26 octobre 1954, Disney lance le programme télévisé Disneyland sur ABC afin de financer le parc Disneyland[20],[21]
- 27 octobre 1954, American Broadcasting Company lance la campagne New ABC avec des productions de plusieurs studios dont MGM, Warner Bros. et Twentieth Century Fox[22].

### Novembre
- 12 novembre 1954, Sortie du Donald Duck The Flying Squirrel[23]
- 20 novembre 1954, Lancement de la chaîne KTRK-TV à Houston[24] (détenue et opérée par ABC à partir de 1985)

### Décembre
- 8 décembre 1954, Diffusion du documentaire Operation Undersea consacré au film Vingt Mille Lieues sous les mers (1954) dans l'émission Disneyland[25],[26],[27]
- 23 décembre 1954
  - Sortie du Donald Duck Donald visite le Grand Canyon[28]
  - Sortie nationale du film Vingt Mille Lieues sous les mers aux États-Unis[29],[30]